# Blood Calls You
Blood Calls You är en svensk dokumentärfilm från 2010 i regi av Linda Thorgren.

## Handling
Filmen skildrar hur regissören Thorgren mötte kärleken i Kubas huvudstad Havanna. Efter att ha gift sig flyttar hon med sin man till Stockholm där han börjar misshandla henne, varpå han döms till fängelse och utvisning. Filmen är ett sökande på svaren varför det blev så och hon finner att flera kvinnor i hennes familj haft liknande upplevelser.

## Om filmen
Inspelningen ägde rum i Sverige och på Kuba med Stina Gardell som producent och Camilla Skagerström och Alberto Herskovits som fotografer. Musiken komponerades av Lasse Englund och Marie Bergman och filmen klipptes av Bernhard Winkler och Lisa Ekberg. Den premiärvisades 12 mars 2010 på Tempo dokumentärfestival i Stockholm och hade biopremiär 9 april 2010. Sveriges Television visade filmen vid två tillfällen 2010.
Filmen fick ett hedersomnämnande vid Locarno International Film Festival 2010.

## Mottagande
Filmen fick ett blandat mottagande och har medelbetyget 2,8/5 (baserat på tio omdömen) på sajten Kritiker.se, som sammanställer recensioner av bland annat filmer. Flera recensenter gav filmen treor i betyg (Aftonbladet, Expressen, Svenska Dagbladet, Sydsvenskan, TV4 Nyhetsmorgon och Upsala Nya Tidning), medan andra var desto mer negativa: Ciné.se (1/5), Dagens Nyheter (2/5), Göteborgs-Posten (2/5) och Moviezine (2/5).